# IC 2200A
IC 2200A — галактика типу E/SB0 () у сузір'ї Кіль.
Цей об'єкт міститься в оригінальній редакції індексного каталогу.